# Loreta vista
Loreta vista är en insektsart som beskrevs av Delong 1983. Loreta vista ingår i släktet Loreta och familjen dvärgstritar. Inga underarter finns listade i Catalogue of Life.